# Victor Simonin
Victor Simonin (Brussel, 1877 – aldaar, 1946) was een Belgisch neorealistisch kunstschilder.

## Biografische gegevens
Hij volgde tegelijk de avondlessen aan de Academie voor Schone Kunsten in Brussel en de vioolklas aan het Conservatorium. Een ongeluk had een handicap aan zijn linkerhand tot gevolg waarna hij zich volledig op de schilderkunst toelegde.
Samen met onder anderen Alfred Bastien, Auguste Oleffe, Maurice Wagemans, Frans Smeers en Albert Pinot vormde hij de kunstenaarsvereniging “Le Sillon”.
Hij schilderde landschappen maar vooral stillevens. Door zijn krazchtige en brede schilderstijl is hij enigszins verwant aan Guillaume Vogels. Hij behaalde in 1941 de prijs A. Oleffe.
- Gemeinsame Normdatei: 174272936
- International Standard Name Identifier: 0000 0000 6793 5506
- RKD-Nederlands Instituut voor Kunstgeschiedenis: 99921
- Union List of Artist Names: 500172249
- Virtual International Authority File: 96673179
- WorldCat: E39PBJdcDbfVtpQfqrpDrtWYyd